# Теория «поддержания лица» (идентичности) в переговорах
Теория «поддержания лица» (идентичности) в переговорах (англ. Face Negotiation Theory) — это теория, впервые предложенная Стеллой Тинг-Туми в 1985 году, направленная на объяснение поведения индивидов в межкультурном конфликте. Теория позиционирует «лицо» или самовосприятие как универсальное явление, которое встречается в любой культуре. В конфликтных ситуациях «лицо» сталкивается с угрозой; и, таким образом, человек имеет тенденцию спасать или восстанавливать свое «лицо».
«Лицо» в понимании С. Тинг-Туми — это публичный образ, который каждый член общества использует в процессе взаимодействия с другими людьми. Это образ человека, проецируемый в ситуацию отношений, или идентичность, определяемая совместно участниками коммуникации.

## История
Теория «поддержания лица» в переговорах была впервые разработана С. Тинг-Туми в 1985 году. Она во многом основана на исследованиях американских социолингвистов Пенелопы Браун и Стивена Левинсона, которые, в свою очередь, используют понятие «лицо», предложенным Ирвингом Гофманом. В его теории «лицо» представляет собой метафору для самовосприятия. Гофман отмечал, что «поддержание лица» является проблемой для управления собственным имиджем. Браун и Левинсон утверждали, что представления индивида о собственном или чужом «лице» имеют эмоциональную окраску, а также что «лицо» можно «потерять»,«поддерживать» или «улучшать». Тинг-Туми расширяет это понятие и определяет «лицо» как чувство индивидуального позитивного образа, транслируемого в процессе взаимодействия с другими людьми. Ей также вводится понятие «управления лицом» (facework), представляющее собой выбор паттернов коммуникативного поведения, используемых для самовыражения, поддержки собственного позитивного образа, а также поддержки или оспаривания позитивного образа другого человека. 
Теория «поддержания лица» в переговорах исследует стили межкультурных конфликтов. Она рассматривает конфликт, в частности межкультурный конфликт, как ситуацию, которая требует активного «управления лицом» двух взаимозависимых сторон конфликта. В качестве одного из основных методов изучения поведения в конфликте использовался опрос,  в котором содержалось пять суждений, соответствующих определенным стилям поведения в конфликте. Испытуемым предлагалось оценить вероятность выбора той или иной стратегии в ходе конфликта с представителем другой культуры..
С момента своего создания теория неоднократно редактировалась, последний раз — в 2005 году.

## Описание

##### Основные положения теории
Теория предполагает, что:
1. Во всех культурах коммуникация основана на стремлении сохранять «лицо» в процессе общения.
2. Сохранение «лица» особенно проблематично в ситуации неопределенности (требование, жалоба, конфликт), когда идентичности участников коммуникации подвергаются оценке или сомнению.
3. Представители индивидуалистических культур уделяют больше внимания собственному «лицу», а представители коллективистских культур — «лицу» оппонента.
4. Для культур с большой дистанцированностью от власти характерно предпочтение иерархической структуры, тогда как культуры с малой дистанцированностью от власти предпочитают систему равенства людей.
5. Забота участника коммуникации о собственном «лице» или «лице» партнера зависит от культурных норм и индивидуальных особенностей, а также от ситуационных факторов.
6. Забота о «лице» влияет на поведение в межгрупповом и межкультурном конфликте.
7. Основной причиной межкультурного конфликта является отсутствие взаимопонимания или недостаток знаний о другой культуре.

##### Стили общения в конфликте
Важным фактором, влияющим на поведение человека, является культура, к которой он принадлежит. Индивид имеет тенденцию отражать определённую культуру во время конфликта. Существуют два аспекта, в которых классифицируются стили конфликта — индивидуалистический и коллективистский. Основываясь на этих измерениях, выделяют пять стилей общения в конфликте:
1. Уход — коллективистский подход, низкий уровень заботы как о себе, так и о другой стороне;
2. Уступки — коллективистский подход, низкий уровень заботы о себе и высокий уровень заботы о других;
3. Соперничество — индивидуалистический подход, высокая забота о своих интересах при низкой заботе об интересах других;
4. Компромисс — индивидуалистический подход, средний уровень заботы как о своих, так и о чужих интересах;
5. Сотрудничество — индивидуалистический подход, высокая забота о себе в сочетании с высокой заботой о других[5].

В 2000 году Тинг-Туми добавила к этим пяти стилям общения в конфликте три дополнительных:
1. Эмоциональное проявление — выражение чувств человека с целью контролирования и урегулирования конфликта;
2. Помощь третьей стороны — разрешение конфликтов путем привлечения помощи третьих лиц к управлению коммуникацией;
3. Пассивная агрессия — реакция на конфликт окольным путем, косвенное обвинение.

Тинг-Туми сгруппировала стратегии в три вида тактики разрешения конфликтов: интегративную, дистрибутивную и пассивно-косвенную.
Интегративная тактика конфликта включает в себя такие стили конфликта как сотрудничество и компромисс и отражает взаимную заботу о «лице» оппонента и об урегулировании конфликта. Выбирающие данную тактику взаимодействуют с другим человеком, вовлеченным в конфликт, желая найти наилучшее решение для обеих сторон. Примеры интегративной тактики — выслушивание других, уважение их чувств и изложение собственной точки зрения таким образом, чтобы это способствовало переговорам.
Дистрибутивная тактика использует стиль соперничества в ходе конфликта, подчеркивается власть одного индивида над другим. Этот стиль отражает высокую заботу о собственном «лице». Пассивно-косвенная тактика согласуется со стилями ухода и уступок и отражает заботу о «лице» другого.

##### Локус «лица»
Согласно данной концепции, межкультурный конфликт требует активного управления «лицом» двух взаимозависимых участников. Управление «лицом» может иметь два локуса — быть направлено на собственный имидж и основываться на индивидуалистических установках, а может быть направлено на образ другого и разделять коллективистские ценности. Например, в индивидуалистических культурах, таких как США, Германия и Великобритания, большое значение имеют личные права, свободы и отношение «сделай сам». В коллективистских культурах, таких как Япония, Саудовская Аравия и Колумбия, большее значение придается «мы» против «я». Потребности группы перевешивают потребности личности. Одна треть мира живёт в индивидуалистическом обществе, в то время как другие две трети отождествляются с коллективистскими культурами.
В связи с этим, в рамках данной теории существуют две стратегии поведения индивида в конфликтной ситуации: одна направлена на поддержание уважения к себе, а другая — на поддержание уважения к другой стороне. Эти стратегии отражают пять стилей общения в конфликте. В результате исследований было обнаружено, что поддержание уважения к себе связано с такой стратегией, как соперничество, забота о стороне оппонента — со стратегией компромисса, ухода или уступок, а забота одновременно и о своем «лице», и о «лице» другого — с сотрудничеством.
Локус «лица» также включает в себя понятие дистанцированности от власти. Люди из культур с большой дистанцированностью от власти принимают неравное распределение власти, полагаются на сложившуюся иерархию. Люди, принадлежащие к культурам с малой дистанцированностью от власти, ценят равное распределение власти, симметричные отношения. Соединенные Штаты являются примером культуры с малой дистанцированностью от власти, в то время как в Японии преобладает культура большой дистанцированности от власти.
Индивидуалистические культуры склонны поощрять более открытое выражение эмоций, чтобы честно донести свои чувства до другой стороны конфликта, в то время как в коллективистских культурах принято маскировать негативные эмоции, чтобы сохранить гармонию в отношениях. В индивидуалистических культурах «лицо» обычно отражает внутреннее представление индвида о самом себе, вне зависимости от контекста ситуации, тогда как в коллективистских культурах «лицо» определяется конкретной ситуацией и контекстом общения.
Опираясь на исследования Герта Хофстеде, Тинг-Туми отмечает, что, хотя индивидуализм и дистанция от власти являются двумя отдельными культурными измерениями, они взаимосвязаны. Сильно индивидуалистические культуры, как правило, имеют низкую дистанцированность от власти, и наоборот.

## Применение
Теория «поддержания лица» в переговорах была проверена и применена в области межкультурной коммуникации и конфликтологии. Однако исследователи из других областей также считают эту теорию применимой и актуальной. По словам Тинг-Туми, одной из целей данной теории является создание на её основе программ, обучающих осознанному поведению в межкультурных конфликтах.
Одним из непосредственных применений теории является разработка программ для обучения правильному поведению в межкультурных конфликтах. В частности, обучение ведению международных деловых переговоров, посредничеству в межкультурных конфликтах, управлению межкультурными разногласиями. Адаптировав теорию «поддержания лица» в переговорах, а также использовав другие исследованиями в области межкультурной коммуникации Тинг-Туми разработала соответствующий трехдневный тренинг.
Теория «поддержания лица» в переговорах может применяться при изучении всех типов межличностных отношений. Она может выступать инструментом для разработки программ по управлению персоналом в транснациональных корпорациях, которые объединяют представителей различных культур в одной организации. Теория также подходит для применения в области международных отношений.

## Критика
Теория «поддержания лица» в переговорах стала предметом критики с момента её появления.  Тинг-Туми основывает свою теорию на базовых предположениях о том, как действуют индивидуалистические и коллективистские культуры. Однако эти различия не всегда полностью объясняют реальное поведение, демонстрируемое большинством представителей таких культур. Сама Тинг-Туми обнаружила, что японцы чаще, чем американцы, заботятся о поддержании собственного «лица». Она также обнаружила, что участники исследования из США, которые были классифицированы как индивидуалисты, гораздо более склонны к компромиссу, чем предполагалось её теорией.
Кроме того, способ распределения власти в обществе является важной частью теории Тинг-Туми. Она утверждает, что индивидуалистические культуры — это культуры с малой дистанцированностью от власти, в которых люди имеют одинаковый доступ к власти.  C другой стороны, в коллективистских культурах власть передается по наследству, а более низкие социальные слои почти не имеют власти. Однако это не всегда так, и некоторые коллективные культуры также высоко ценят эгалитаризм. Представители Аппалачской культуры, которая охватывает часть территории Соединенных Штатов вдоль Аппалачской горной цепи, живут в коллективистской культуре. Тем не менее, Аппалачи придают большое значение эгалитаризму. Они ценят его настолько, что богатые члены общества стремятся избегать демонстрации роскоши, а в некоторых местных общинах сотрудникам полиции выдается штатская одежда, а не униформа.
Также критике подвергался метод опроса в области исследования поведения в межкультурном конфликте , поскольку, отвечая на вопросы, испытуемые могли давать более социально одобряемые ответы, соответствующие нормам и правилам поведения в обществе, а в реальной конфликтной ситуации вести себя по-другому. Тем не менее, существует не так много альтернатив данному методу. Одной из возможных альтернатив является анализ реальных межкультурных конфликтов, дающий возможность исследовать фактическое поведение конфликтующих сторон, однако и этот метод не лишен недостатков.

### На русском языке
- Бахтина А. А. Стратегии поведения в межкультурном конфликте: обзор зарубежных исследований//Социальная психология и общество : журнал. М, 2017. — Т. 8. No 3.
- Грушевицкая Т. Г., Попков В. Д., Садохин А. П. Основы межкультурной коммуникации: Учебник для вузов / Под ред. А. П. Садохина. — М.: ЮНИТИ-ДАНА, 2003.
- Гузикова М. О. Бытовая культура и этикет народов мира: межкультурная коммуникация : учеб. пособие для СПО / М. О. Гузикова, П. Ю. Фофанова. — М. : Издательство Юрайт, 2017.

### На английском языке
- Goffman E. Interaction ritual: essays on face-to-face interaction. Oxford, England: Aldine, 1967.
- Hopkins A.E. Face Management Theory: Modern Conceptualizations and Future Directions. Inquiries Journal/Student Pulse LLC. VOL. 7 NO. 04, 2015.
- Oetzel J.G. Intercultural competence in organizations // The Sage Encyclopedia of Intercultural Competence / Ed. by J.M. Benett. Sage Publications, 2015. Vol. 2.
- Ting-Toomey, S. 1988. Intercultural Conflicts: A Face-Negotiation Theory. In Theories in Intercultural Communication, eds. Young Yun Kim and William B. Gudykunst. Newbury Park, CA: Sage, 1988.
- Ting-Toomey S., Kurogi A. Facework competence in intercultural conflict: An updated face negotiation theory // International Journal of Intercultural Relations. — 1998. Vol. 22.
- Ting-Toomey S., Landis D., Bennett J.M., Bennett M.J. Translating conflict face-negotiation theory into practice. — Handbook of intercultural training. Thousand Oaks, CA: Sage, 2004.
- Ting-Toomey S. The Matrix of Face: An Updated Face-Negotiation Theory. Thousand Oaks, CA: Sage, 2005.
- Ting-Toomey S., Gudykunst, W.B. Theorizing about intercultural communication. Newbury Park, CA: Sage, 2005.
- Ting-Toomey S. Conflict Facework Theory // The Sage Encyclopedia of intercultural Competence / Ed. by J.M. Benett. 1st Ed. SAGE Publications, 2015.
- West R. L., Turner L. H., Zhao G.Introducing communication theory: Analysis and application. New York: McGraw-Hill, 2010.
- Worchel S. Culture’s role in conflict and conflict management: Some suggestions, many questions // International Journal of Intercultural Relations. 2005. Vol. 29.